# Il Manifesto
Il Manifesto er en italiensk kommunist-avis, grundlagt i 1969. Det første år udkom bladet som månedsblad, men det blev dagblad fra 1970 og udgives fra Rom.
Én af avisens reportere, Giuliana Sgrena, blev kidnappet i Irak i februar 2005, men blev løsladt den 4. marts.